# Ils se sont aimés
 (mars 2025).
Si vous disposez d'ouvrages ou d'articles de référence ou si vous connaissez des sites web de qualité traitant du thème abordé ici, merci de compléter l'article en donnant les références utiles à sa vérifiabilité et en les liant à la section « Notes et références ».
Ils se sont aimés est une pièce de théâtre française écrite par Muriel Robin et Pierre Palmade, mise en scène par Muriel Robin, et créée en 2001 par les acteurs Pierre Palmade et Michèle Laroque au théâtre de la Porte-Saint-Martin.
Elle fait suite à Ils s'aiment et elle est suivie d'une autre pièce de théâtre, Ils se re-aiment.

## Résumé
Six ans après s'être mariés, Isabelle et Martin décident de divorcer. À travers plusieurs sketches, on retrouve le couple toujours en contact mais sans sentiments d'amour.

## Sketches (dans l'ordre)
- Flashback
- Le partage
- Le bistrot
- Maria
- Noël chez les parents
- Les présentations
- Coup de fil de nuit
- Le flag
- Le paradis
- Chanson (Lapin Pouet Pouet)

## Commentaires
- Contrairement au premier spectacle (Ils s'aiment) faisant suite à celui-ci, les personnages gardent le même nom tout au long du spectacle (Martin pour Pierre Palmade et Isabelle pour Michèle Laroque). Alors que dans le spectacle Ils s'aiment, les personnages changeaient trois fois de prénom tout au long de la pièce (François Talaron (P. Palmade), Delphine Duroque (M. Laroque) ; Jacques-André (P. Palmade), Marie-Caroline (M. Laroque) ; puis Philippe (P. Palmade) et Nicole (M. Laroque)).
- Une suite de la pièce, intitulée Ils se re-aiment, a vu le jour en 2012.